# Interstate '76
Pour les articles homonymes, voir Interstate 76.
Interstate '76 est un jeu vidéo de combat motorisé en 3D développé et édité par Activision le 28 mars 1997.

## Présentation
Interstate '76 est un jeu de course violent où il n'est pas interdit d'utiliser les armes afin d'accomplir diverses missions. Le jeu, comme son nom l'indique, se déroule en plein milieu des années 1970 et s'inspire énormément de la série télévisée Starsky et Hutch, mais bien plus encore de l'univers des films Mad Max. Vous incarnez un justicier de la route combattant le crime pour défendre la veuve et l'orphelin à l'aide de bolides sur-vitaminés et armés jusqu'aux dents. Le but étant de venger sa sœur tuée par un malfrat.

## Nitro Pack
Interstate '76: Nitro Pack est une extension pour le jeu sortie en 1998. Elle peut être jouée sans le jeu original. Elle ajoute entre autres des courses et un mode « Capture de drapeau » en multijoueur et un support technique de Rendition, GLIDE et Direct3D.